# Curtiss XF14C
Curtiss XF14C byl americký námořní stíhací letoun vyvinutý společností Curtiss-Wright v odpověď na požadavek Námořnictva Spojených států amerických z roku 1941 na vysoce výkonný palubní stíhací letoun.

## Vznik a vývoj
Námořnictvo Spojených států amerických (US Navy) v roce 1941 vzneslo požadavek na výkonný palubní stíhací letoun, poháněný novým navrhovaným výkonným motorem Lycoming XH-2470 Hyper engine, řadovým kapalinou chlazeným dvacetičtyřválcem. To byl u námořnictva, které do té doby neústupně trvalo na užití hvězdicového motoru u všech svých letounů, neobvyklý krok.
30. června 1941 byla společnosti Curtiss-Wright udělena zakázka na dva prototypy označené XF14C-1. Týž den byla také uzavřena smlouva se společností Grumman o vývoji prototypů jednomotorového XF6F-1 a dvoumotorového XF7F-1, které oba užívaly hvězdicový motor Pratt & Whitney R-2800 Double Wasp.
Již brzy v průběhu vývoje začalo námořnictvo požadovat zvětšení výkonů letounu ve velkých výškách a firma Curtiss, vzhledem k neuspokojivému pokroku při vývoji motoru XH-2470, přizpůsobila konstrukci svého vyvíjeného typu novému vzduchem chlazenému hvězdicovému motoru Wright R-3350 vybavenému turbokompresorem. Letadlo s tímto osmnáctiválcovým dvojhvězdicovým motorem pohánějícím dvě třílisté protiběžné vrtule neslo označení XF14C-2 a projekt XF14C-1 byl zrušen. Současně námořnictvo, po zohlednění problémů operací ve výškách okolo 40 000 stop (~12 000 metrů) nad mořem, iniciovalo vývoj třetí varianty, označené XF14C-3 a vybavené přetlakovou kabinou pilota.
Nakonec došlo k dokončení pouze jednoho prototypu XF14C-2, který poprvé vzlétl v červenci 1944. Nespokojenost s odhadovanými výkony a zpoždění v dostupnosti motorů XR-3350-16, spolu s nevyvstáním taktické potřeby pro existenci výškové námořní stíhačky, vedly posléze ke zrušení dalšího vývoje.

## Specifikace (XF14C-2)
Údaje z publikace Curtiss Aircraft 1907–1947

### Technické údaje
- Posádka: 1
- Délka: 11,5 m (37 stop a 9 palců)
- Rozpětí: 14,02 m (46 stop)
- Výška: 5,18 m (17 stop)
- Nosná plocha: 34,83 m² (375 čtverečních stop)
- Prázdná hmotnost: 4 777 kg (10 531 lb)
- Maximální vzletová hmotnost: 6 781 kg (14 950 lb)
- Pohonná jednotka: 1 × hvězdicový motor Wright XR-3350-16
- Výkon pohonné jednotky: 1 716 kW (2 300 hp)

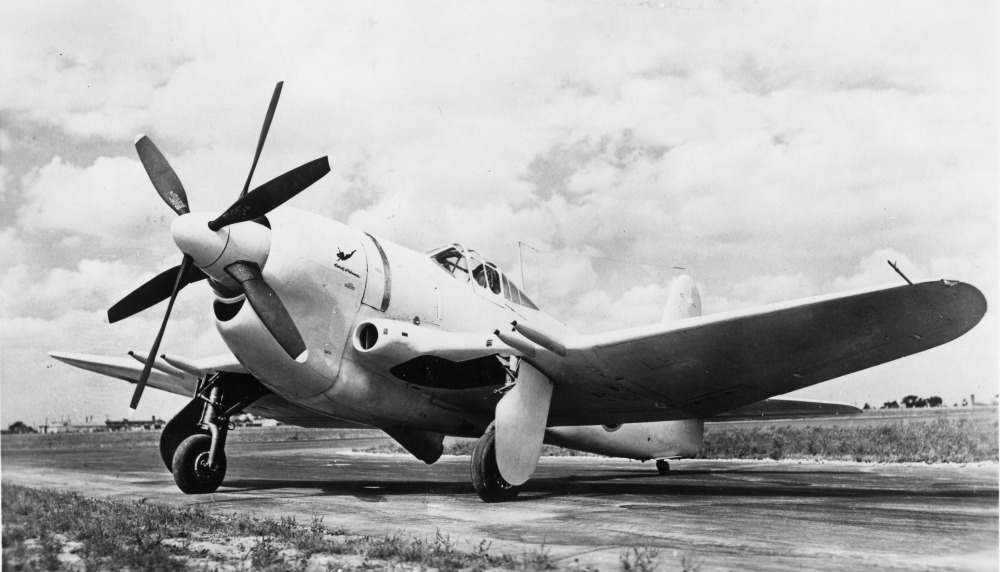
Curtiss XF14C

### Výkony
- Maximální rychlost: 673 km/h (363 uzlů, 418 mph) ve výši 9 800 m (32 000 stop)
- Cestovní rychlost: 277 km/h (150 uzlů, 172 mph)
- Dolet: 2462 km (1330 Nm, 1530 mil)
- Dostup: 12 100 m (39 800 stop)
- Stoupavost: 13,7 m/s (2700 stop za minutu)

### Výzbroj
- 4 × 20mm kanón v křídlech (plánovaná)